# Liste der AFC-Champions-League-Two-Endspiele
Diese Liste der AFC-Champions-League-Two-Endspiele enthält alle Finalbegegnungen des von der Asian Football Confederation (AFC) organisierten zweitwichtigsten Kontinentalwettbewerbs für asiatische Fußball-Vereinsmannschaften im Überblick. Zunächst wurde der Wettbewerb von 2004 bis 2024 als AFC Cup ausgetragen. Seit der Saison 2024/25 wird er unter der Bezeichnung AFC Champions League Two weitergeführt. Der Modus der Endspiele änderte sich im Laufe der Zeit einmal. Bei den ersten fünf Austragungen fand das Finale mit Hin- und Rückspiel statt. Seit 2009 wird das Finale in einem Spiel entschieden. Die Austragung 2020 wurde aufgrund der Corona-Pandemie frühzeitig abgebrochen.

## Die Endspiele und Sieger
| Saison  | Stadion                               | Stadt                                 | Heimmannschaft                        | Ergebnis                              | Gastmannschaft                        |
| ------- | ------------------------------------- | ------------------------------------- | ------------------------------------- | ------------------------------------- | ------------------------------------- |
| 2004    | Abbasiden-Stadion                     | Damaskus                              | al-Wahda                              | 2:3                                   | al-Dschaisch                          |
| 2004    | Abbasiden-Stadion                     | Damaskus                              | al-Dschaisch                          | (a)0:1(a)                             | al-Wahda                              |
| 2005    | Amman International Stadium           | Amman                                 | al-Faisaly                            | 1:0                                   | Nejmeh Club                           |
| 2005    | al-Manara Stadium                     | Beirut                                | Nejmeh Club                           | 2:3                                   | al-Faisaly                            |
| 2006    | Amman International Stadium           | Amman                                 | al-Faisaly                            | 3:0                                   | Muharraq Club                         |
| 2006    | Nationalstadion Bahrain               | Riffa                                 | Muharraq Club                         | 4:2                                   | al-Faisaly                            |
| 2007    | Amman International Stadium           | Amman                                 | al-Faisaly                            | 0:1                                   | Shabab al-Ordon                       |
| 2007    | Amman International Stadium           | Amman                                 | Shabab al-Ordon                       | 1:1                                   | al-Faisaly                            |
| 2008    | Nationalstadion Bahrain               | Riffa                                 | Muharraq Club                         | 5:1                                   | Safa SC Beirut                        |
| 2008    | Camille-Chamoun-Stadion               | Beirut                                | Safa SC Beirut                        | 4:5                                   | Muharraq Club                         |
| Saison  | Stadion                               | Stadt                                 | Sieger                                | Ergebnis                              | Finalist                              |
| 2009    | al-Kuwait SC Stadium                  | Kaifan                                | al Kuwait SC                          | 2:1                                   | al-Karama                             |
| 2010    | Jaber al-Ahmad International Stadium  | Ardiya                                | al-Ittihad                            | 1:1 n. V. (4:2 i. E.)                 | al Qadsia Kuwait                      |
| 2011    | Zentralstadion Qarshi                 | Qarshi                                | Nasaf Karschi                         | 2:1                                   | al Kuwait SC                          |
| 2012    | Franso-Hariri-Stadion                 | Erbil                                 | al Kuwait SC                          | 4:0                                   | Erbil SC                              |
| 2013    | al-Sadaqua Walsalam Stadium           | Adailiya                              | al Kuwait SC                          | 2:0                                   | al Qadsia Kuwait                      |
| 2014    | Rashid al-Maktoum Stadium             | Dubai                                 | al Qadsia Kuwait                      | 0:0 n. V. (4:2 i. E.)                 | Erbil SC                              |
| 2015    | Pamir-Stadion                         | Duschanbe                             | Johor Darul Ta’zim FC                 | 1:0                                   | FC Istiklol                           |
| 2016    | Qatar SC Stadium                      | Doha                                  | al-Quwa al-Dschawiya                  | 1:0                                   | Bengaluru FC                          |
| 2017    | Hisor Central Stadium                 | Hissor                                | al-Quwa al-Dschawiya                  | 1:0                                   | FC Istiklol                           |
| 2018    | Basra International Stadium           | Basra                                 | al-Quwa al-Dschawiya                  | 2:0                                   | Altyn Asyr FK                         |
| 2019    | Kuala-Lumpur-Stadion                  | Kuala Lumpur                          | al Ahed                               | 1:0                                   | 25. April SC                          |
| 2020    | Wegen der Corona-Pandemie abgebrochen | Wegen der Corona-Pandemie abgebrochen | Wegen der Corona-Pandemie abgebrochen | Wegen der Corona-Pandemie abgebrochen | Wegen der Corona-Pandemie abgebrochen |
| 2021    | al-Muharraq Stadium                   | Arad                                  | Muharraq Club                         | 3:0                                   | Nasaf Karschi                         |
| 2022    | Nationalstadion Bukit Jalil           | Kuala Lumpur                          | al-Seeb Club                          | 3:0                                   | Kuala Lumpur City FC                  |
| 2023/24 | Sultan-Qabus-Sportzentrum             | Maskat                                | Central Coast Mariners                | 1:0                                   | al Ahed                               |
| 2024/25 | Bishan Stadium                        | Singapur                              | Sharjah FC                            | 2:1                                   | Lion City Sailors                     |
| 2025/26 |                                       |                                       |                                       |                                       |                                       |

## Varia
Von den 21 bisher ausgetragenen Endspielen (Hin- und Rückspiele gemeinsam betrachtet) gingen zwei in die Verlängerung. In beiden Fällen folgte im Anschluss an die Verlängerung ein Elfmeterschießen, da es auch nach dem Ende der Verlängerung noch unentschieden stand. Bei den Endspielen mit Hin- und Rückspiel gewann einmal eine Mannschaft den Pokal aufgrund der mehr geschossenen Auswärtstore (al-Dschaisch 2004).
Achtmal endete ein Endspiel (in den Jahren mit zwei Endspielen ggf. nur Hin- oder Rückspiel) mit einem Ergebnis von 1:0, jeweils dreimal mit 3:0 oder 2:1, je zweimal mit 2:0, 3:2 oder 1:1 sowie je einmal mit 5:1, 4:0, 4:2 oder 5:4. In der Saison 2014 konnte erstmals in einem Endspiel in der regulären Spielzeit (maximal 120 Minuten) kein einziges Tor erzielt werden.
Dreimal standen sich Klubs aus demselben Land im Finale gegenüber, 2004 aus Syrien, 2007 aus Jordanien und 2013 aus Kuwait. In allen drei Fällen waren es auch stadtinterne Finalduelle.

## Rangliste der Austragungsorte
Häufigster Austragungsort mit bisher vier Endspielen ist das Amman International Stadium in Amman. Die Stadt ist damit auch häufigster Austragungsort und Jordanien häufigster Gastgeber. In den Jahren mit zwei Endspielen werden Hin- und Rückspiel jeweils einzeln gezählt.
| Rang | Stadion                     | Austr. |
| ---- | --------------------------- | ------ |
| 01   | Amman International Stadium | 4      |
| 02   | Abbasiden-Stadion           | 2      |
|      | Nationalstadion Bahrain     | 2      |

| Rang | Stadt        | Austr. |
| ---- | ------------ | ------ |
| 01   | Amman        | 4      |
| 02   | Beirut       | 2      |
|      | Damaskus     | 2      |
|      | Kuala Lumpur | 2      |
|      | Riffa        | 2      |

| Rang | Land          | Austr. |
| ---- | ------------- | ------ |
| 01   | Jordanien     | 4      |
| 02   | Bahrain       | 3      |
|      | Kuwait        | 3      |
| 04   | Irak          | 2      |
|      | Libanon       | 2      |
|      | Malaysia      | 2      |
|      | Syrien        | 2      |
|      | Tadschikistan | 2      |